# William Richardson Davie
William Richardson Davie, född 20 juni 1756 i Egremont, England, död 29 november 1820 i South Carolina, var en amerikansk federalistisk politiker och militär. Han var guvernör i North Carolina 1798–1799.
Davie föddes i England och kom som barn till Brittiska Amerika. År 1776 utexaminerades han från College of New Jersey (numera Princeton University). Han deltog i amerikanska revolutionskriget och skadades 1779 svårt i slaget vid Stono Ferry. I september 1780 befordrades han till överste. År 1787 deltog han till konstitutionskonventet i Philadelphia. Orsaken till att han inte undertecknade USA:s konstitution var att han blev tvungen att lämna konventet på grund av sina arbetsuppgifter som advokat. I North Carolina försvarade han konstitutionen och deltog i två ratificeringskonvent. Konventet i Hillsborough 1788 röstade 184 mot 84 emot konstitutionen. Davis och de övriga ledande federalisterna gav inte upp utan fick sin linje igenom ett år senare i Fayetteville.
År 1798 tillträdde Davie som North Carolinas guvernör. Samma år befordrades han till brigadgeneral i USA:s armé. Davie avgick 1799 som guvernör för att delta i fredsförhandlingar med Frankrike. Han efterträddes av partikamraten Benjamin Williams.
Davie flyttade 1805 till South Carolina.